# Pedro Nicácio
Pedro Nicácio, né le 13 octobre 1981 à Curitiba, est un coureur cycliste brésilien. Bon rouleur, il est devenu à quatre reprises champion du Brésil du contre-la-montre. Il s'est également imposé sur l'épreuve chronométrée des championnats panaméricains en 2006.

## Biographie
Lors du Tour de Santa Catarina 2010, il est contrôlé positif à l'EPO. L'UCI le suspend durant deux années, soit jusqu'au 8 juillet 2012. 

## Palmarès et résultats

### Palmarès par année
- 2004
  - 3e du Tour de Santa Catarina
- 2005
  -  Champion du Brésil du contre-la-montre
  -  Médaillé d'argent du contre-la-montre aux championnats panaméricains
  - 2e du Tour de Santa Catarina
  - 3e du Tour du Brésil-Tour de l'État de Sao Paulo
- 2006
  -  Champion panaméricain du contre-la-montre
  -  Champion du Brésil du contre-la-montre
  - 2eb étape du Tour de Porto Alegre (contre-la-montre)
  - 1rea étape du Tour du Goiás (contre-la-montre)
  - Tour de Santa Catarina :
    - Classement général
    - 5e étape (contre-la-montre)

  - 2e du Tour du Brésil-Tour de l'État de Sao Paulo
  - 3e du Tour du Goiás
- 2007
  -  Champion du Brésil du contre-la-montre
  - 4e étape du Tour de Santa Catarina (contre-la-montre)
  - 2e du Tour de Rio de Janeiro
- 2008
  - 2e du championnat du Brésil du contre-la-montre
- 2009
  - Copa Promoson
- 2010
  - 7eb étape du Tour d'Uruguay (contre-la-montre)
  - 2e du championnat du Brésil du contre-la-montre
- 2013
  - Volta Do ABC Paulista
  - Desafio das Americas (pt) :
    - Classement général
    - 2e étape
- 2014
  -  Champion du Brésil du contre-la-montre
  - Volta Inconfidencia Mineira

### Classements mondiaux
| Année            | 2014 |
| ---------------- | ---- |
| UCI America Tour | 255e |